# 시크릿 가든 (영화)
시크릿 가든(The Secret Garden)은 영국에서 제작된 마크 먼든 감독의 2020년 드라마, 가족, 판타지 영화이다. 딕시 에저릭스 등이 주연으로 출연하였고 로지 앨리슨 등이 제작에 참여하였다.
이 영화는 2020년 8월 7일 STX필름스에 의해 미국에서 프리미엄 VOD로 개봉하였으며 2020년 10월 23일 스카이에 의해 극장 개봉하였다.

## 출연

### 주연
- 딕시 에저릭스
- 콜린 퍼스
- 줄리 월터스

### 조연
- 매브 더모디
- 아미르 윌슨
- 이단 헤이허스트

## 제작진
- 원작자: 프랜시스 호지슨 버넷
- 사운드슈퍼바이저: 앤디 셸리
- 사운드슈퍼바이저: 앨러스테어 서켓
- 미술: 그랜트 몽고메리
- 의상: 미쉘 클랩턴
- 배역: 카렌 린제이 스튜어트